# Valeriana ferax
Valeriana ferax là một loài thực vật có hoa trong họ Kim ngân. Loài này được Hoeck miêu tả khoa học đầu tiên..